# Davison, Michigan
Davison är en stad i Genesee County i Michigan och en förort till Flint. Orten har namngetts efter domaren Norman Davison. Vid 2010 års folkräkning hade Davison 5 173 invånare.

## Kända personer från Davison
- Craig Owens, musiker